# 瓊斯里奇 (伊利諾伊州)
瓊斯里奇（英語：Jones Ridge）是位於美國伊利諾伊州傑克遜縣的一個非建制地區。該地的面積和人口皆未知。

## 地理
瓊斯里奇的座標為37°48′01″N 89°37′31″W / 37.80028°N 89.62528°W，而該地的平均海拔高度為112米（即367英尺）。